# Чехівська сільська рада (Ружинський район)
Чехівська сільська рада — колишня адміністративно-територіальна одиниця та орган місцевого самоврядування у Погребищенському і Ружинському районах Бердичівської округи, Вінницької та Житомирської областей Української РСР з адміністративним центром у селі Чехова.

## Населені пункти
Сільській раді на час ліквідації були підпорядковані населені пункти:
- с. Чехова.

## Населення
Відповідно до перепису населення СРСР, станом на 17 грудня 1926 року чисельність населення ради становила 614 осіб, з них, за статтю: чоловіків — 313, жінок — 301, етнічний склад: українців — 180, євреїв — 2, поляків — 429, інших — 3. Кількість господарств — 155, з них несільського типу — 8.
Кількість населення ради станом на 1931 рік становила 667 осіб.

## Історія та адміністративний устрій
Створена 1923 року в с. Чехова Топорівської волості Сквирського повіту Київської губернії. 7 березня 1923 року включена до складу новоутвореного Погребищенського району Бердичівської округи. 17 червня 1925 року, відповідно до постанови ВУЦВК та РНК УСРР «Про адміністраційно-територіяльне переконструювання Бердичівської й суміжних з нею округ Київщини, Волині й Поділля», сільську раду передано до складу Ружинського району Бердичівської округи. 2 лютого 1926 року, відповідно до рішення Бердичівської ОАТК (протокол № 2/5), реорганізована в польську національну сільську раду. Станом на 17 грудня 1926 року в підпорядкуванні значилася лісова сторожка Чехівська, яка, на 1 жовтня 1941 року, не перебувала на обліку населених пунктів.
Станом на 1 вересня 1946 року сільська рада входила до складу Ружинського району Житомирської області, на обліку в раді перебувало с. Чехова.
Ліквідована 11 серпня 1954 року, відповідно до указу Президії Верховної ради Української РСР «Про укрупнення сільських рад по Житомирській області», територію ради та с. Чехова приєднано до складу Березянської сільської ради Ружинського району Житомирської області.